# Дионисий (Алфёров)
Дионисий (в миру Андрей Альвенович Алфёров; 4 июля 1961, Москва) — иерарх, не находящийся в настоящее время в чём-либо подчинении. Ранее — епископ РПЦЗ (А) с титулом епископ «Новгородский и Тверской» (2010—2014). Бывший епископ Русской истинно-православной церкви (2002—2009), а до 2001 года — клирик РПЦЗ в России. Публицист.

## Биография

### Семья и начало жизненного пути
Родился в Москве в 1961 году. Отец, мать и оба деда — коммунисты.
Отец — Альвен Николаевич, ведущий научный сотрудник Центральное КБ Машиностроения, входил в число основных разработчиков советских крылатых ракет средней и меньшей дальности, и имел правительственные награды.
Мать — Лидия Николаевна, профессор медицины, военный врач, многие годы работала в больнице № 61. Ряд недоброжелателей Дионисия (Алфёрова) утверждают, что по матери он имеет еврейские корни. Сам Дионисий всячески отрицает эту деталь своей биографии, поскольку это препятствует его церковной карьере из-за распространенного в русском православии предубеждения против священников-евреев.
Брат — Тимур (Тимофей) Альвенович, 1964 г.р., был рукоположён в сан священника Тимофея патриархом Алексием II, о чём впоследствии братья Алфёровы с большой гордостью сообщали всем своим знакомым и в том числе прихожанам РПЦЗ.
В 1968 году поступил по протекции в престижную 444-ю школу, затем был переведён в другую знаменитую школу № 57, выпускников которой в Москве именовали «пятидесятисемитами». По имеющимся сведениям перевод Алфёрова в 57-ю школу был вызван тем, что в 444-й школе он был несколько раз сильно избит своими одноклассниками за систематическое доносительство и ябедничество. Одним из последствий этих избиений стало постепенное развитие у Алфёрова нервно-психического заболевания, выражавшегося в нелюдимости и внезапных неконтролируемых вспышках необузданной ярости.
Будучи учеником старших классов школы, неоднократно участвовал в биологических олимпиадах г. Москвы, заняв на олимпиаде 1977 года 2-е место.
После окончания школы пытался, как победитель олимпиады, поступать на льготных условиях в МГУ на биологический факультет, но провалился на вступительном экзамене. С большим трудом сумел стать студентом Московского химико-технологического института (МХТИ) им. Д. И. Менделеева, но на 4-м курсе был исключен из института по невыясненным причинам, по всей вероятности из-за резкого обострения болезни.
Был признан негодным к службе в армии по состоянию здоровья (нервно-психическое расстройство). Получил «белый билет» и инвалидность. Впоследствии скрывал этот факт своей биографии, утверждая, что обучался на военной кафедре МХТИ, где проходил учебные сборы и получил звание лейтенанта запаса химической службы.

### В Московском патриархате
В 1984 году, оставаясь членом ВЛКСМ, тайно принял вместе со своим братом Тимуром крещение в одном из храмов Московского патриархата, при этом брат получил новое имя Тимофей. Поступил в Московскую духовную семинарию, но был исключён с 1-го семестра. По утверждению самого Алфёрова это произошло по причине его возмущения «беззакониями Московской патриархии», однако действительной причиной ухода из семинарии стал конфликт комсомольца Алфёрова со своим отцом-коммунистом, который узнал о крещении сына и потребовал немедленного ухода из семинарии. После оставления семинарии пытался подрабатывать чтецом в различных храмах Москвы, но нигде не смог ужиться из-за своего тяжёлого характера.
Располагая, как человек неработающий, большим количеством свободного времени, очень много читал, в том числе литературу, доступную только привилегированным коммунистам. Почерпнутые из малодоступных книг сведения и факты позднее использовал с целью выдать себя за профессионального историка, имевшего право работы в секретных архивах. Впоследствии, когда к середине 2000-х годов почти все запрещённые в советское время книги были напечатаны, этот обман Алфёрова с «архивами» был разоблачен.
В конце 1980-х годов сумел восстановиться в МХТИ и получить диплом о высшем образовании по специальности, после чего работал три года по распределению.
В это же время выбывает из ВЛКСМ по возрасту. Позднее утверждал, что был исключен из комсомола из-за своих религиозных убеждений, однако в разгар перестройки исключение по таким мотивам представляется совершенно невероятным.
В 1989 году вскоре после вступления в силу советско-американского Договора о ликвидации ракет средней и меньшей дальности, предусматривавшего полное уничтожение этих ракет в течение трех лет, отец Алфёрова, будучи убеждённым коммунистом и не в силах перенести крушение результатов своих 15-летних трудов, покончил с собой (под другой версии — умер от сердечного приступа). Смерть отца дала возможность братьям Алфёровым полностью посвятить себя церковной карьере.
В 1990 году после принятия Тимуром (Тимофеем) Алфёровым священства в Московской патриархии начинает помогать своему брату в совершении богослужений. Вначале Тимофей служил в городе Бологое, но затем получил другой приход в посёлке Любытино Новгородской области. На базе любытинской типографии братья налаживают издание приходской газеты «Успенский листок». Вскоре на деньги, вырученные от продажи дачи, доставшейся в наследство от родственников, братья покупают в посёлке Угловка Новгородской области два дома, где Тимофей Алфёров обустраивает ещё один приход.
В 1991 году Алфёров занялся публицистической деятельностью, печатая в различных монархических и патриотических изданиях свои статьи под псевдонимом Антон Тускарёв. В 1994 году прекратил писания на монархические темы и ограничился только церковно-исторической публицистикой в своей газете «Успенский листок».

### В Русской православной церкви заграницей
В мае 1994 года вместе со своим братом и его прихожанами перешёл в юрисдикцию РПЦЗ. В результате перехода братья потеряли храм в посёлке Любытино и материальную базу для издания «Успенского листка».
В 1995 году сблизился с представительницей первоиерарха РПЦЗ митрополита Виталия (Устинова) в Санкт-Петербурге О. И. Никитиной, которая имела выход на основных членов Архиерейского синода РПЦЗ — архиепископа Лавра (Шкурлу), епископа Гавриила (Чемодакова), епископа Илариона (Капрала), и с её помощью получил визу в США, а также рекомендации к указанным епископам.
В октябре 1995 года в Нью-Йорке пострижен в монашество архиепископом Лавром с наречением имени Дионисий. Представлен митрополиту Виталию как историк, публицист, русский патриот и кандидат в священство. Поставлен митрополитом Виталием в чтеца и рукоположён им в иеродиакона.
19 октября/1 ноября 1995 года в храме преподобного Сергия Радонежского в Синодальном доме в Нью-Йорке рукоположён епископом Иларионом (Капралом) в сан иеромонаха. Впоследствии в целях саморекламы стал распространять сведения, будто является постриженником и «духовным чадом» митрополита Виталия, который и совершил его священническую хиротонию, и что митрополит Виталий якобы рекомендовал его членам Синода в качестве кандидата в епископы. Пользуясь неосведомлённостью людей, длительное время успешно использовал образ «духовного чада» митрополита Виталия для поднятия своего престижа среди прихожан и вообще членов РПЦЗ в России.
В декабре 1995 года вернулся в Россию и принял у своего брата один из приходов (в посёлке Угловка), одновременно усвоив себе титул благочинного новгородских приходов РПЦЗ. Однако документальных подтверждений об организации Новгородского благочиния РПЦЗ и назначения Дионисия Алфёрова благочинным не имеется. На должности настоятеля прихода ничем себя не проявил. Отличался грубым, бестактным обращением с пасомыми, неоднократно уличался в разглашении тайны исповеди, использовании исповедальни для собирания компромата на прихожан. В свободное от приходских обязанностей время занимался чтением семинарских учебников Московского патриархата и церковной литературы, в том числе богословской.
Приблизительно с 1996 года началась активная публицистическая и писательская деятельность Алфёрова с целью завоевания авторитета среди членов РПЦЗ в России и в Русском зарубежье. В основном он специализируется на дореволюционной русской истории и Белом движении; всего на эти темы им написаны около тридцати статей. Почти все эти статьи представляют собой компиляцию чужих работ, а также трудов известных историков и не выдерживают критики. Одновременно в соавторстве со своим братом Тимофеем выступал и как церковный публицист. Основная тематика написанных братьями статей: критика «сергианства» и Московской патриархии, защита «киприанизма», пастырские нравоучения.
В 1997 году иеромонах Дионисий сблизился с публицистом Михаилом Назаровым, с помощью которого братьям Алфёровым удалось в 1998 году выпустить большим тиражом в издательстве Назарова «Русская идея» книгу «О Церкви, православном Царстве и последнем времени», которая поступила в продажу и широко рассылалась по России и в Зарубежье.
После выхода этой книги у Алфёрова появились почитатели за границей, среди которых выделялся протодиакон Герман Иванов-Тринадцатый из Лиона, ставший приверженцем Алфёрова и фактически его заграничным эмиссаром. Именно Герман Иванов-Тринадцатый характеризовал Алфёрова «богословом» и «идейным наследником Отцов РПЦЗ». Этими характеристиками Алфёров начал широко пользоваться. Вместе с тем многие старые зарубежники настороженно отнеслись к «идейному наследнику», предупреждая, что в статьях братьев Алфёровых по сути фальсифицировано идейное наследие РПЦЗ и возведена хула на Катакомбную церковь.
В 1999—2000 годах, получая значительную финансовую поддержку от своих заграничных почитателей, а также техническую помощь от О. И. Никитиной, Алфёров заново наладил регулярные выпуски «Успенского листка», а также своих брошюр, представляющих собой сборники статей из «Листка». Газеты и брошюры принесли Алфёрову популярность среди местного населения, на волне которой ему зимой 2000 года удалось открыть новый приход в городе Боровичи Новгородской области.
В конце 2000 года после октябрьского Архиерейского собора РПЦЗ, наметившего курс на объединение с Московской патриархией, Алфёров в предчувствии грядущего раскола в РПЦЗ начал вместе с братом резко выступать против данного курса.
Дионисий — активный участник и составитель почти всех резолюций «Воронежского совещания духовенства» в сентябре 2001 года под председательством архиепископа Лазаря (Журбенко), которое поддержало митрополита Виталия, отправленного Синодом РПЦЗ на покой, и выступило за пересмотр решений октябрьского Собора 2000 года.
После Архиерейского собора РПЦЗ в октябре 2001 года, избравшего первоиерархом архиепископа Лавра (Шкурлу), и ухода в раскол части клириков и мирян Русской зарубежной церкви, образовавших РПЦЗ(В), решил воспользоваться возникшей церковной смутой для получения епископского сана. Первоначально пытался достичь своей цели через секретаря Синода РПЦЗ(В) протоиерея Вениамина Жукова, для чего в ноябре 2001 года прибыл в Париж. Однако Вениамин Жуков отказался содействовать Алфёрову, убедившись в его властолюбии, страсти к интригам, неспособности к пастырской работе и беспринципности. С этого момента Вениамин Жуков стал личным врагом Дионисия.
Неудача с Вениамином Жуковым привела к разрыву отношений Алфёрова с О. И. Никитиной, которой Вениамин Жуков посоветовал держаться подальше от Алфёровых. Следствием этого разрыва стала полная невозможность издания Алфёровыми своих газет и брошюр в типографии Никитиной. Одновременно Алфёров разошёлся и со своим популяризатором Назаровым, оставшимся в юрисдикции РПЦЗ.

### Епископ РИПЦ

#### «Крёстный отец» РИПЦ
В январе 2002 года после присоединения архиепископа Лазаря (Журбенко) и епископа Вениамина (Русаленко) к РПЦЗ(В) входит в доверительные отношения с личным секретарём архиепископа Лазаря Виталием Шумило и, заручившись его поддержкой, прибывает в Одессу с целью убедить архиеп. Лазаря отколоться от РПЦЗ(В) и организовать свою собственную юрисдикцию — РИПЦ. Эта идея приходится архиеп. Лазарю по душе. Алфёров выступает инициатором написания письма митр. Виталию с просьбой о предоставлении автономии российским приходам РПЦЗ(В) и права на совершение епископских хиротоний.
В марте 2002 года представитель архиепископ Лазаря о. Владимир Клиппенштейн прибывает в Спасо-Преображенский скит в Мансонвилле к митрополиту Виталию с таким письмом и при помощи Виктории Рудзинской получает от митрополита Виталия записку с разрешением на совершение хиротоний.
Имея эту записку на руках, Алфёров и Шумило организуют в апреле 2002 года Второе Воронежское совещание духовенства и мирян, на котором на основе заранее заготовленных Алфёровым резолюций принимается принципиальное решение об организации РИПЦ и совершении хиротоний новых епископов. Используя свою легенду о «духовном чаде» и «кандидате» митр. Виталия Алфёров зачисляет себя первым кандидатом на рукоположение.
Весной-летом 2002 года после разоблачения аферы с запиской митр. Виталия, которая, как выяснилось, была написана под диктовку Рудзинской, а затем просто выкрадена с рабочего стола митрополита, и отмене распоряжения митрополита Виталия Алфёров от имени архиеп. Лазаря составляет заявление об отказе подчиняться распоряжениям Синода РПЦЗ(В). Ему удается убедить архиеп. Лазаря и еп. Вениамина совершить хиротонии, невзирая на несогласие митр. Виталия и Синода РПЦЗ(В).
23 июля/5 августа 2002 года хиротонисан в храме св. прав. Иоанна Кронштадтского (Одесса) во еп. Боровического, викария архиепископа Лазаря. Вскоре после одесских хиротоний митр. Виталий и его Синод объявляют об их незаконности. Невзирая на это Алфёров при поддержке своего брата Тимофея и Виталия Шумило разворачивает бурную деятельность по организационному оформлению новой юрисдикции.
Автор всех основополагающих документов РИПЦ, инициатор создания и куратор официального сайта РИПЦ «Церковные ведомости» Архивная копия от 26 марта 2012 на Wayback Machine и организатор пастырских курсов в Одессе. При помощи своих прихожан и на деньги из невыясненных источников в третий раз налаживает регулярное издание «Успенского листка» и своих брошюр.
За раскольническую деятельность запрещён в служении Синодом митрополита Виталия впредь до раскаяния. Отказался подчиниться и этому распоряжению. Весной 2003 года добивается согласия архиеп. Лазаря на создание Архиерейского Синода вместо Совещания Преосвященных и организацию епархий РИПЦ вместо викариатств. Получает от архиеп. Лазаря право на временное окормление приходов и общин в Московской и Петербургской областях.

#### Главный идеолог и «Серый кардинал» РИПЦ
12/25 июня 2003 года Дионисий стал правящим архиереем с присвоением титула Новгородский и Тверской и постоянным членом Синода РИПЦ. С этого момента — главный идеолог РИПЦ и составитель всех её официальных документов, в том числе писем архиепископа Лазаря.
Прилагал усилия добиться признания РИПЦ в Русском зарубежье, для чего превратил свою московскую квартиру в неофициальный информационный штаб, где велись личные и телефонные переговоры с агентами влияния РИПЦ, и откуда происходила массовая рассылка писем-инструкций Алфёрова, экземпляров «Успенского листка» и другой печатной продукции. В результате такой его деятельности убеждёнными сторонниками РИПЦ становятся такие известные деятели Русского зарубежья, как протоиерей Анатолий Трепачко из США, протоиерей Иоанн Стукач из Австралии, главный редактор газеты «Наша страна» Николай Казанцев, издатель интернет-альманаха «Верность» Георгий Солдатов, журналист «Радио Канады» Евгений Соколов, председатель организации «Российский имперский союз-орден» Дмитрий Веймарн и др.
Предпринял несколько попыток выйти непосредственно на митрополита Виталия и получить его признание как одесских хиротоний, так и самой РИПЦ, но потерпел неудачу. По распоряжению тогдашнего секретаря Синода Вениамина Жукова Л. Д. Роснянская посланников РИПЦ до митрополита не допускала.
В конце 2003 года ввиду невозможности добиться официального признания РИПЦ со стороны митрополита Виталия и его Синода объявил РПЦЗ(В) «мансонвилльским расколом», а каноническое и историческое преемство РИПЦ начал вести не от РПЦЗ, а от Катакомбной церкви. В этот же период из тактических соображений начал выдавать себя за старого катакомбника и утверждать, что в 1994 году он пришел в РПЦЗ не из МП, как это было в действительности, а из Катакомбной церкви.
Отстаивал теорию о РПЦЗ и РИПЦ как двух «канонически и исторически равных по достоинству частях духовно единой Российской Церкви», «Церквах-сёстрах». Выступал инициатором открытия приходов РИПЦ за границей на том основании, что «Церковь-сестра» РПЦЗ прекратила своё существование, разделившись на два раскола: «лавровский» и «мансонвилльский» (он же «вильмуассонский»). Позднее, когда такие приходы открылись, пытался выдать их за «возрождённую РПЦЗ».
В 2003—2006 годах как главный идеолог РИПЦ вёл активную печатную и интернет-пропаганду против РПЦЗ(В) и канонической РПЦЗ. Неоднократно критиковался своими оппонентами за нечистоплотность полемических приемов, ложь, подтасовки, извращение фактов, передёргивание, личные оскорбления и клевету
В эти же годы взял под свой полный контроль Одесское пастырское училище, где стал основным преподавателем и экзаменатором. Постепенно превратил училище в школу подготовки преданных ему лично людей, проводников его воли на приходах и в епархиях РИПЦ.
В 2004—2005 годах достиг вершины власти в РИПЦ, став её «серым кардиналом», а также пика известности в Русском зарубежье как «выдающийся историк», «крупнейший богослов» и «наследник Отцов РПЦЗ». В этот период ни одно сколько-нибудь важное решение в РИПЦ не могло быть принято без согласия Алфёрова.
В то же время как архиерей обнаружил неспособность к созидательной работе. В епархии прославился как неутомимый собиратель компромата на своих противников как в самой РИПЦ, так и за её пределами. После 2003 года не сумел подготовить и рукоположить ни одного священника. Численность его приходов за эти годы неуклонно сокращалась. Получение епископского сана лишь усугубило недостатки, свойственные Алфёрову как пастырю: грубость, заносчивость, бессердечие, лживость, а также добавило новые: оскорбление пасомых, рукоприкладство. Для поддержания своего авторитета широко использовал запугивание, разглашение исповедей, клевету на неугодных прихожан, развернул по приходам сеть доносчиков, в результате чего в епархии Алфёрова была создана атмосфера всеобщей подозрительности и страха.
В 2005 году от Алфёрова ушла половина наиболее активных прихожан в Угловке и Боровичах, а также часть прихожан в Москве. В результате этого ухода издание алфёровских газет и брошюр со второй половины 2005 года полностью прекращено. В дальнейшем вынужден распространять свои писания исключительно через Интернет.

#### На должности Секретаря Синода
После смерти архиепископа Лазаря, последовавшей 17/30 июня 2005 года, на Архиерейском Соборе проводит на должность Председателя Синода РИПЦ свою креатуру Тихона (Пасечника), а сам становится Секретарём Синода РИПЦ, устранив с этой должности Виталия Шумило. Одновременно присваивает себе право управления приходами в Москве и Петербурге.
На должности Секретаря Синода поставил перед собой задачу превратить РИПЦ в полностью подконтрольную ему структуру, юрисдикция которой охватывает не только территорию исторической России, но и всё русское Зарубежье. По плану Алфёрова в перспективе все заграничные приходы русских истинно-православных юрисдикций должны перейти в подчинение РИПЦ.
С осени 2005 года заграничные эмиссары Алфёрова, а также лично Первоиерарх РИПЦ архиепископ Тихон (Пасечник), которого Алфёров полностью подчиняет своей воле, начинают активную работу в Зарубежье с целью оторвать от РПЦЗ(В) и РПЦЗ(Л) как можно больше приходов или отдельных священников и присоединить их к РИПЦ. За три года им удаётся привлечь в РИПЦ значительное число приходов в Северной Америке, Австралии и Западной Европе, в том числе Леснинский монастырь во Франции.
В конце 2005 года в Интернете появляется большое число публикаций, разоблачающих антицерковную деятельность и аморальные поступки Алфёрова. Несмотря на это, продолжает свою деятельность за границей, а в самой РИПЦ постепенно захватывает все основные рычаги управления в свои руки, превращая Первоиерарха РИПЦ в свою послушную марионетку.
В 2006 году Алфёрову, обнаружившему ненасытную жажду абсолютной власти, в РИПЦ возникает оппозиция, возглавляемая епископом Гермогеном (Дуниковым) и бывшим секретарем Синода, редактором официального Интернет-узла РИПЦ Виталия Шумило. Им удается привлечь на свою сторону старейшего по хиротонии в РИПЦ архиепископа Вениамина (Русаленко), недовольного тем, что самопровозглашённый «катакомбник» Алфёров совершенно не считается с мнением «настоящего катакомбника» Русаленко, а затем и самого архиепископа Тихона (Пасечника), который после нескольких визитов за границу начинает чувствовать себя самостоятельной фигурой.

#### Изгнание из РИПЦ
В начале 2007 года в епископате РИПЦ складывается устойчивое большинство, которое решает покончить со всевластием «серого кардинала».
С весны 2007 года прекращается публикация алфёровских статей и посланий на официальном сайте РИПЦ «Церковные ведомости».
На летнем заседании Синода РИПЦ Алфёрову предложено возглавить Западно-европейскую епархию РИПЦ. Отказывается от этого предложения, считая такое назначение почётной ссылкой. Лишён права управления приходами Москвы и Санкт-Петербурга, которые переданы под непосредственное управление Первоиерарха РИПЦ.
Осенью 2007 года Дионисий и Тимофей Алфёровы решением Синода отстранены от преподавания в Одесском пастырском училище, которое его критики именовали «рассадником экуменических и еретических лжеучений». Через некоторое время училище закрывается из-за отсутствия финансирования.
После этого выступил с обвинениями Первоиерарха РИПЦ в «нарушении соборности» и в «узурпации власти». Однако, несмотря на сильнейшую агитацию, развернутую Алфёровыми, им удается привлечь на свою сторону лишь епископа Иринея (Клиппенштейна), протодиакона Германа Иванова-Тринадцатого и нескольких своих заграничных почитателей-мирян.
Не дожидаясь неизбежного снятия с должности Секретаря Синода, Алфёров 3/16 октября 2007 года в знак протеста заявляет о самочинном сложении с себя обязанностей Секретаря Синода и выхода из состава Синода. С этого момента не принимал участия ни в одном из Синодов и Соборов РИПЦ: «Молчали мы до сих пор и по поводу Воронежского совещания и по поводу Одесского собора. Мы не участвовали в этих мероприятиях, не желая публичных скандалов и предоставляя вам полную свободу церковного администрирования. Чего ещё вам недоставало? Если мы и делились своими соображениями, то лишь с очень немногими близкими нам людьми и не в ваших епархиях, не в Интернете, да и то лишь в ответ на их прямые запросы о нашем положении. И постоянно созерцали, как то один, то другой знакомый нам клирик или мирянин, с которыми мы никогда не ссорились, вдруг начинает нас обвинять то в ереси, то в расколе, то даже в масонстве и еврействе».
С осени 2007 года в предчувствии грядущего изгнания из РИПЦ начинает искать выходы на ВВЦУ епископа Агафангела (Пашковского), для чего отказывается от имиджа «старого катакомбника», которым пользовался несколько лет, и вновь начинает выдавать себя за «истинного зарубежника». В этом качестве несколько раз встречается в Одессе с епископом Агафангелом, которого раньше называл не иначе как «бывшим комсомольским работником» и «психически больным человеком». Однако требование Агафангела признать РИПЦ расколом оказывается для Алфёрова неприемлемым.
17/30 октября 2008 года специальным Обращением Освященного Собора РИПЦ призван к «прекращению церковного саботажа» и подчинению «высшей церковной власти». Проигнорировал это обращение. Прекращает поминовение Первоиерарха РИПЦ за богослужением.
После избрания епископа Агафангела (Пашковского) митрополитом и образования новой юрисдикции РПЦЗ(А) вновь начинает переговоры с ним о присоединении к РПЦЗ(А), которая остается единственной юрисдикцией альтернативного православия, где ещё не знакомы с его церковно-разрушительной деятельностью.
21 декабря 2008 года/3 января 2009 года архиерейский Синод РИПЦ последний раз обращается к Алфёрову с призывом к осознанию опасности учинённого им раскола и к покаянию.
Вместо покаяния в соавторстве со своим братом составил и выпустил в Интернет «Апологию епископов Дионисия и Иринея», в которой провал своей церковной авантюры с организацией РИПЦ возложил исключительно на нынешнее руководство РИПЦ, а свои еретические и экуменические идеи объявил соответствующими «кафолической традиции» Церкви. Официально отложился от Синода РИПЦ и образовал свою собственную «независимую» церковную группу.
4 февраля 2009 года на Синод РИПЦ констатировал, что «Епископы Дионисий и Ириней прекратили поминовение Председателя Архиерейского Синода РИПЦ, что они обращались к еп. А. Пашковскому с просьбой о присоединении к нему, что Еп. Ириней на ектении в Бурном поминал еп. А. Пашковского, имел молитвенное общение с архимандритом МП (который, после прошения о переходе в РИПЦ, продолжает поминать московского патриарха и оставаться в составе клира МП), рассмотрев другие свидетельства, жалобы и обращения о разрушительной деятельности Епископов Дионисия и Иринея» и принял решение начать официальное расследование деятельности Алфёрова и Клиппенштейна с целью привлечении их к церковному суду и почислил их на покой без права священнослужения.
На суд, назначенный на 4/17 июня 2009 года, демонстративно не явился. Решением суда заочно определён на покой и запрещён в служении. Отказался исполнить это решение и продолжал совершение богослужений, в том числе в чужих епархиях.
7/20 июля 2009 года Синод РИПЦ, обсудив неявку Алфёрова на суд и его вызывающее поведение, постановил принять окончательное решение по делу Алфёрова и Клиппенштейна на осеннем заседании Синода, куда Алфёрову в последний раз предложено прибыть лично.
30 августа/12 сентября 2009 года в ультимативной форме потребовал от Синода РИПЦ отмены всех указов о запрещении в священнослужении и признания за собой права на проповедь экуменических идей и теорий.
12/25 декабря 2009 года архиерейский Синод и Высший церковный совет РИПЦ подтвердили решение, ранее вынесенное церковным судом. Официально объявлен раскольником. Бывшая Новгородско-Тверская епархия Алфёрова передается под управление архиепископу Вениамина (Русаленко).

### В РПЦЗ(А)
Весной 2010 года, воспользовавшись тем, что в РИПЦ с него не сняли сана, обращается к митрополиту Агафангелу (Пашковскому) с просьбой о безотлагательном принятии в РПЦЗ(А) в сущем сане. В результате закулисных махинаций и несмотря на протесты московских членов РПЦЗ(A), хорошо знающих Алфёрова, 15/28 апреля 2010 г. официально принят в РПЦЗ(А) как правящий архиерей с сохранением титула Новгородский и Тверской.
В связи с переходом в РПЦЗ(А) Определением Синода РИПЦ от 11/24 октября 2010 года исключён из епископата РИПЦ. Всем членам РИПЦ предписано воздержаться от всякого общения с Алфёровым, как молитвенного, так и бытового.
28 апреля 2010 года решением Архиерейского синода РПЦЗ(А) назначен членом Богословской комиссии при Архиерейском Синоде РПЦЗ(А). Официально заявляет о наличии у него 4 священников и 7 приходов, по другим данным у Алфёрова имеется в подчинении 3 священника и не более 5 приходов.
26 ноября 2014 года Чрезвычайный Архиерейский Собор РПЦЗ(А), собравшийся в Одессе под председательством Агафангела (Пашковского), запретил епископа Дионисия «до покаяния» «за противление Архиерейскому Собору, отказ явиться на его заседания, за отзыв о своих собратьях в СМИ в неподобающем тоне».
Вступил в евхаристическое общение с Даниилом (Могутновым). Как сообщалось в 2018 году на сайте kondakov.ws: «у еп. Дионисия нет епархии, почти не паствы. Зато есть ближайший помощник и брат протоиерей Тимофей Алфёров, распространяющий сочинения сектантского и еретического характера».

## Публикации
статьи
- Белая идея и красная стихия // Успенский листок. — Любытино, Новгородская обл. — 2000. — № 35.
- Великий соблазн и потрясение. По поводу Послания Архиерейского Собора РПЦЗ 2000 года // Успенский листок. — Любытино, 2000. — № 36 ноябрь 2000. — С. 1-4. (в соавторстве с священником Тимофеем Алфёровым)
- В защиту Белого Дела // Успенский листок. — Любытино, Новгородская обл. — 2002. — № 47.
- Византийский сервиилизм? // Наша Страна. 2002. — № 2709—2710. — C. 1.
- Капитуляция // Успенский листок. — Любытино, Новгородская обл. — 2003. — № 52. — С. 1-10. (в соавторстве с священником Тимофеем Алфёровым)
- Русская церковь в Белой борьбе // Белое дело. — М.: Посев М. — Вып. 1. — М.: Посев, 2003. — С. 22—35.
  - Русская Церковь в Белой Борьбе // Успенский листок. — Любытино, Новгородская обл. — 2004. — № 53. — С. 1—9.
- Потеря свободы // Наша Страна. — 2004. — № 2743. — C. 2.
- Люди должны сделать свой волевой выбор // Наша Страна. — 2004. — № 2752. — С. 2.
- В компании с худшими // Наша Страна. — 2004. — № 2756. — С. 2.
- Повторение Новороссийска // Наша Страна. — 2005. — № 2775. — С. 2.
- Только консолидация в единый фронт всех противников «нового курса» может обеспечить будущее Церкви // Наша Страна. — 2005. — № 2776. — C. 1.
- Сохраним наследие Зарубежной Церкви // Наша Страна. — 2005. — № 2777. — С. 3.
- Катакомбники и Ле Пен // Наша страна. 2006. — № 2779. — С. 5.
- Как выйти из тупика куда завели Зарубежную Церковь канцелярии лавровцев и мансонвильцев? // Наша Страна. — 2005. — № 2781. — С. 4.
- Заявление // Наша Страна. — 2005. — № 2784. — С. 7. (в соавторстве с священником Тимофеем Алфёровым)
- Иван Солоневич и наша ситуация // Наша Страна. — 2006. — № 2789. — С. 1.
- Новейший синедрион // Наша Страна. — 2006. — № 2793. — С. 1-2.
- «Святые безумцы» и мудрецы-пораженцы // Наша Страна. — 2006. — № 2802. — С. 1.
- О том, почему МП является «Красной Церковью» // Наша Страна. — 2006. — № 2805. — С. 3.
- Рулевой. Памяти митрополита Виталия // Наша Страна. — 2006. — № 2807. — С. 5.
- Не разногласия, а война на уничтожение // Наша Страна. — 2006. — № 2808. — С. 1.
- Сходство двух уний // Наша Страна. — 2006. — № 2815. — С. 2.
- Изнурительная тактика // Наша Страна. — 2007. — № 2816. — С. 3.
- Колосс на глиняных ногах // Наша Страна. — 2007. — № 2816. — С. 5.
- Почему не следует переходить ко грекам? // Наша Страна. — 2007. — № 2818. — С. 1—2.
- Призыв к единению антиуниатских сил // Наша страна. 2007. — № 2822. — С. 2. (с архиеп. Тихоном (Пасечником) и архиеп. Вениамином (Русаленко))
- Возможен ли единый христианский фронт? // Наша Страна. — 2007. — № 2823. — C. 5—6.
- Необходимые добродетели истинной церкви // Наша Страна. — 2007. — № 2824. — С. 3.
- Христианин-рыцарь: памяти генерала В. О. Каппеля // Наша Страна. — 2007. — № 2825. — C. 5—6.
- Подлинная соборность вместо унии и раскола // Наша Страна. — 2007. — № 2828. — С. 7.
- О нашем преемстве с исторической Россией // Наша Страна. — 2010. — № 2886. — С. 1—3.
- Источник утешения // Наша Страна. — 2012. — № 2938. — С. 1.
- Восстановитель русской почвы // Наша Страна. — 2012. — № 2942. — С. 2-3.
- Украинский национализм как духовная проблема // Наша Страна. — 2014. — № 2993. — С. 3—4.
- Украинский национализм как духовная проблема // Наша Страна. — 2014. — № 2994. — С. 4.

книги
- О церкви, православном царстве и последнем времени: [Сборник]. — Москва : Альм. «Рус. идея», 1998. — 181 с. — (РИ : Русская идея; Вып. 5). — ISBN 5-85346-024-2. — 2000 экз. (в соавторстве с священником Тимофеем Алфёровым)
- Верность Христу. — М.: Успенский листок, 2001. (в соавторстве с священником Тимофеем Алфёровым)
- Ориентиры. Заметки по русской истории: сборник статей. — М., 2001. — 156 с. — 1000 экз.
- Ориентиры русского самосознания. Ч. 2. — 2002. — 162 с.
- Размышление о русской смуте. — М.: Перо, 2018. — 229 с. — ISBN 978-5-00122-219-4. — 100 экз.
- Узловые точки русской истории. — М.: Перо, 2018. — 400 с. — ISBN 978-5-00122-338-2. — 100 экз.
- Евангельские идеалы и исторические реалии церковного пути. — М.: Перо, 2018. — 448 с. — ISBN 978-5-00122-664-2. — 100 экз. (в соавторстве с священником Тимофеем Алфёровым)